# Semiarundinaria fastuosa
Semiarundinaria fastuosa là một loài thực vật có hoa trong họ Hòa thảo. Loài này được (Mitford) Makino miêu tả khoa học đầu tiên năm 1918.

## Hình ảnh

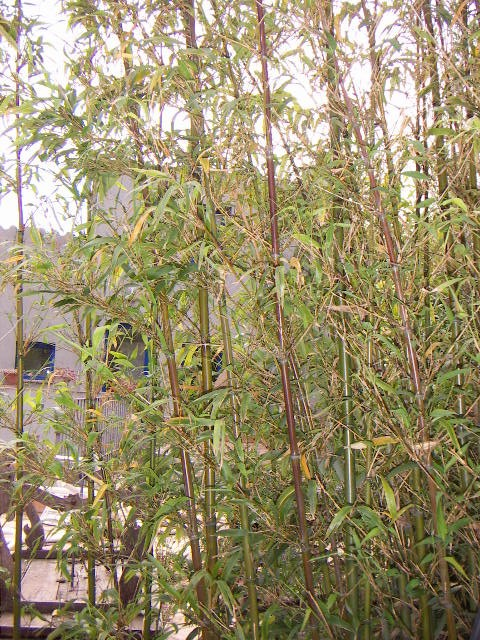
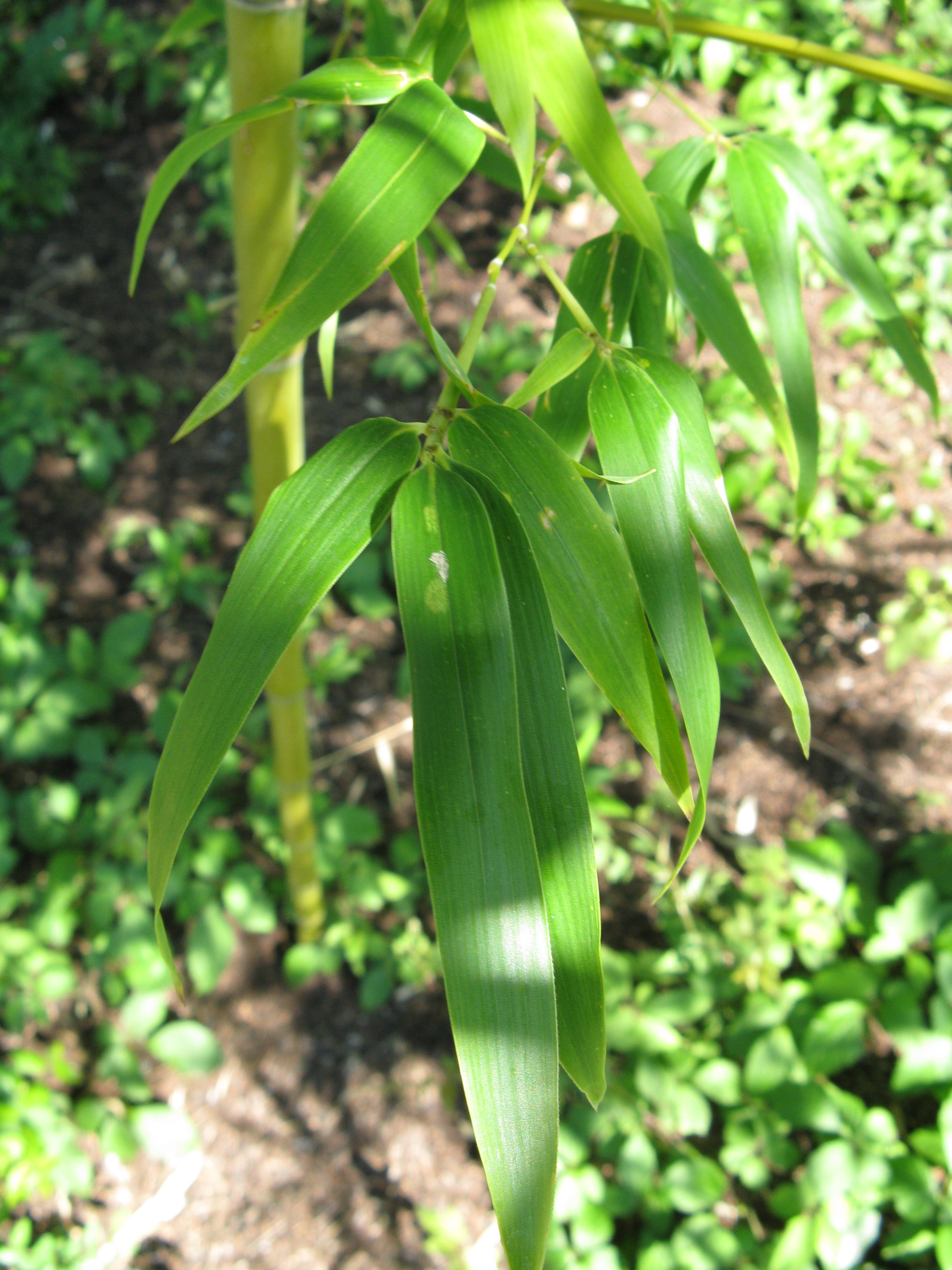
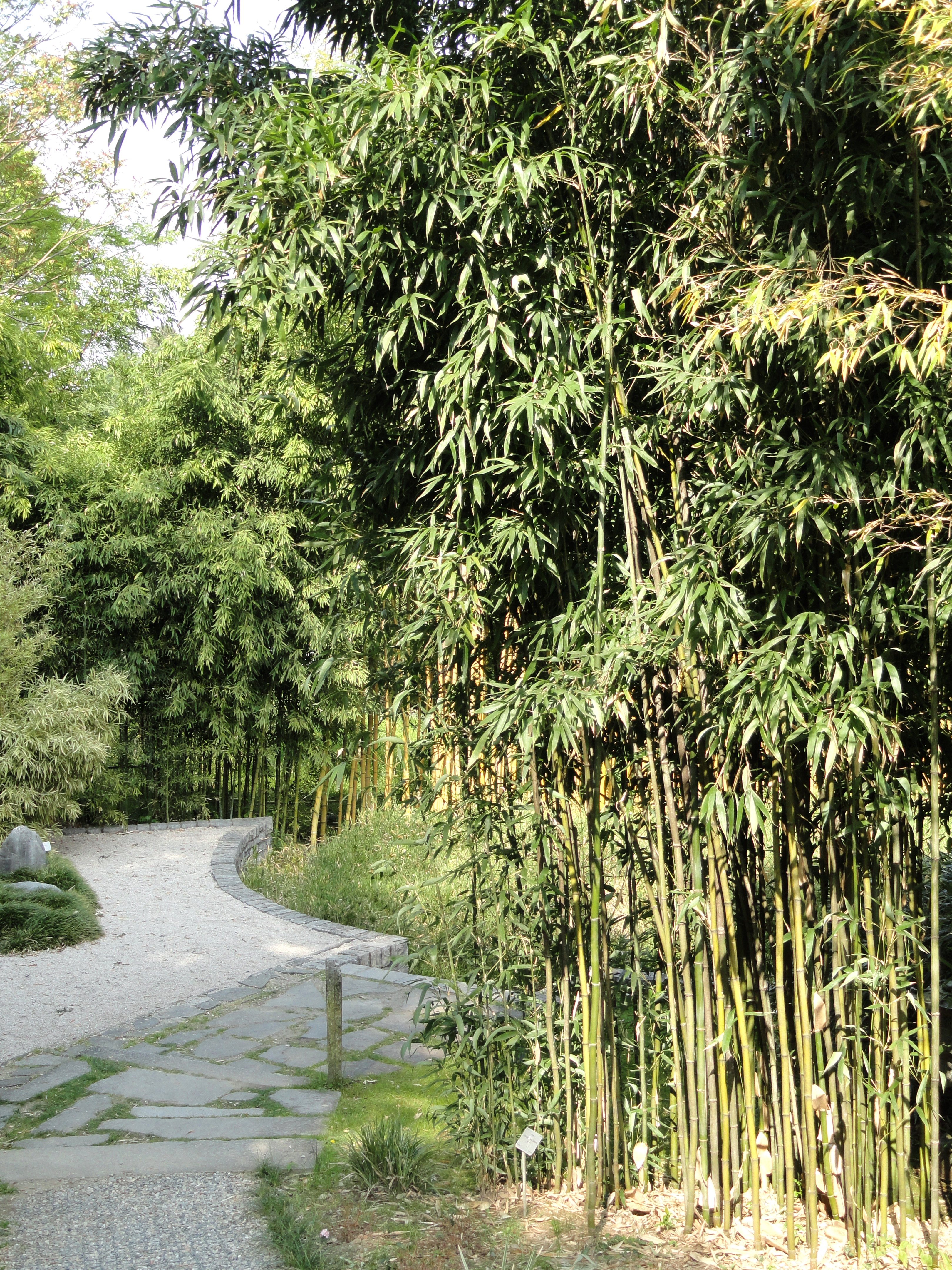
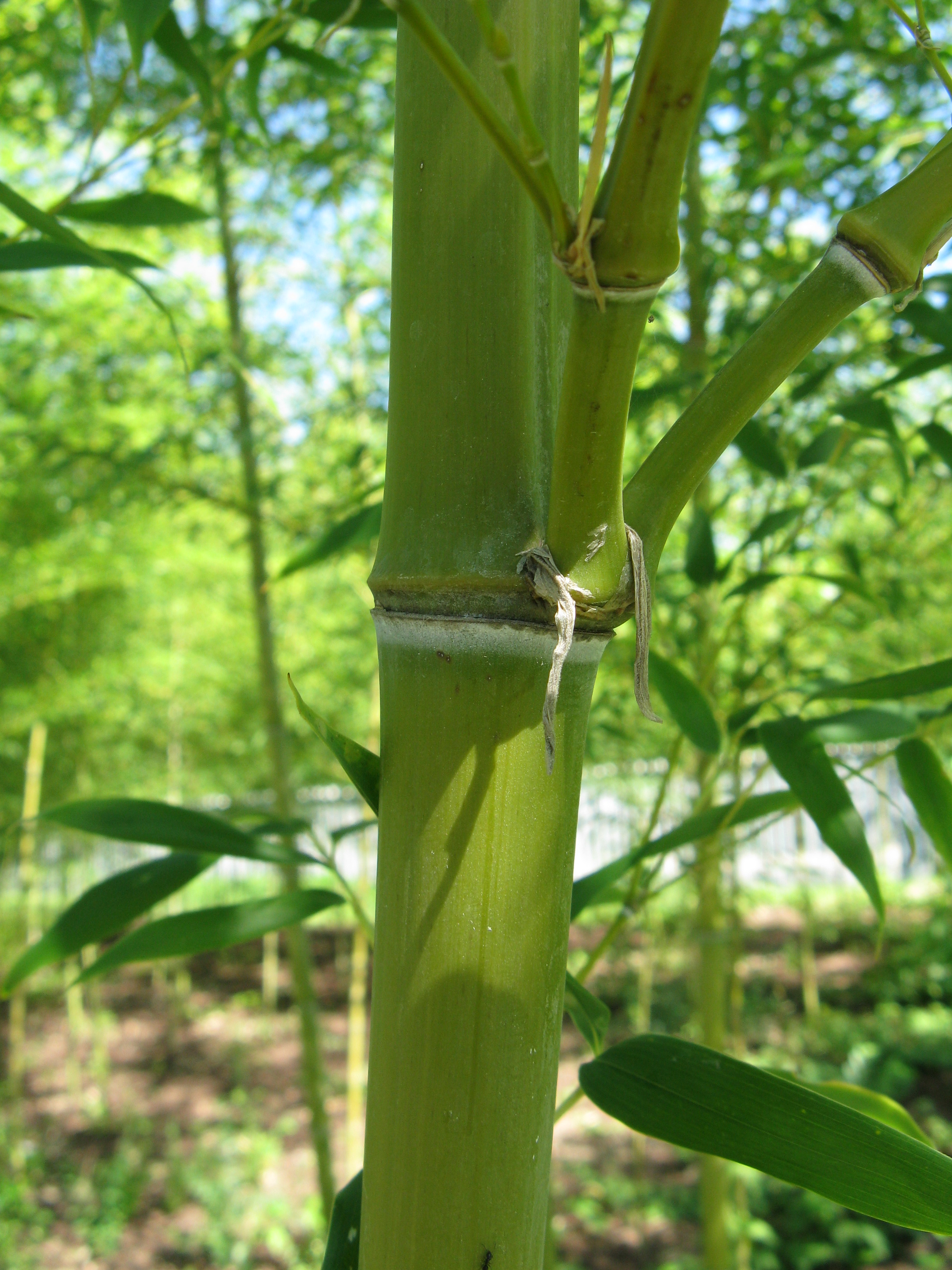